# Лучниця
Лучниця (пол. Łucznica) — село в Польщі, у гміні Пілява Ґарволінського повіту Мазовецького воєводства.
Населення — 169 осіб (2011).
У 1975-1998 роках село належало до Седлецького воєводства.

## Демографія
Демографічна структура станом на 31 березня 2011 року:
|          | Загалом | Допрацездатний вік | Працездатний вік | Постпрацездатний вік |
| -------- | ------- | ------------------ | ---------------- | -------------------- |
| Чоловіки | 82      | 16                 | 51               | 15                   |
| Жінки    | 87      | 21                 | 44               | 22                   |
| Разом    | 169     | 37                 | 95               | 37                   |